# Santuario Nacional de Huayllay
El Santuario Nacional de Huayllay es una área protegida del Perú que se estableció el 7 de agosto de 1974 con una extensión de 6.815 o n.º 0750-74-AG. Está ubicado en el corazón de la Meseta de Bombón, con el fondo escénico de la Cordillera de Huayhuash en el departamento de Pasco, provincia de Pasco.
El objetivo principal del santuario es proteger las formaciones geológicas del bosque de piedras de Huayllay, así como su flora y fauna nativas.

## Bosque de piedra
Uno de los atractivos del Santuario es el Bosque de piedras de Huayllay, una zona rocosa en la que los procesos erosivos, ocasionados por el viento, el agua y el desplazamiento de glaciares han generado numerosas formaciones.
Es como un oasis petrificado en medio de una desolada y fría puna. En este lugar, la naturaleza ha esculpido figuras semejantes a hombres, animales y muchas otras variadas formas, tales como portadas de diferentes dimensiones, desde la más pequeñas hasta las más grandes por las que puede pasar tranquilamente un jinete sobre su cabalgadura. También se pueden encontrar pinturas rupestres.
Se afirma que por su extensión y tipo de formación es tan interesante como el Jardín de los Dioses, en los Estados Unidos o el Bosque de Piedras de Shilin, en la República Popular China. En medio del Bosque de Piedra existe una fuente de agua termal a quienes algunos asocian con propiedades curativas, que llega a más de 60 °C de temperatura y se ubica a 4.000 m s. n. m.
Se encuentra ubicado en el distrito de Huayllay , en la provincia y departamento de Pasco, a una altitud entre  4100 y  4600 m s. n. m. Su extensión es de 6815 hectáreas. El 90% de las formaciones rocosas que se encuentran en el lugar es de origen volcánico y forman un <Bosque de piedras>  de gran belleza y singularidad. Entre las importantes rocas se encuentran bofedales y puquiales que garantizan la presencia de una fauna única en el lugar. 

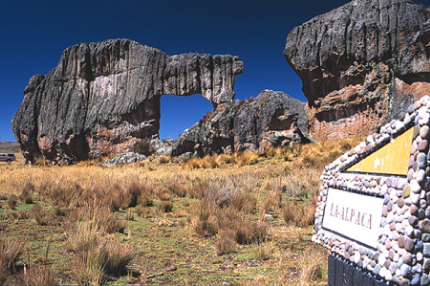
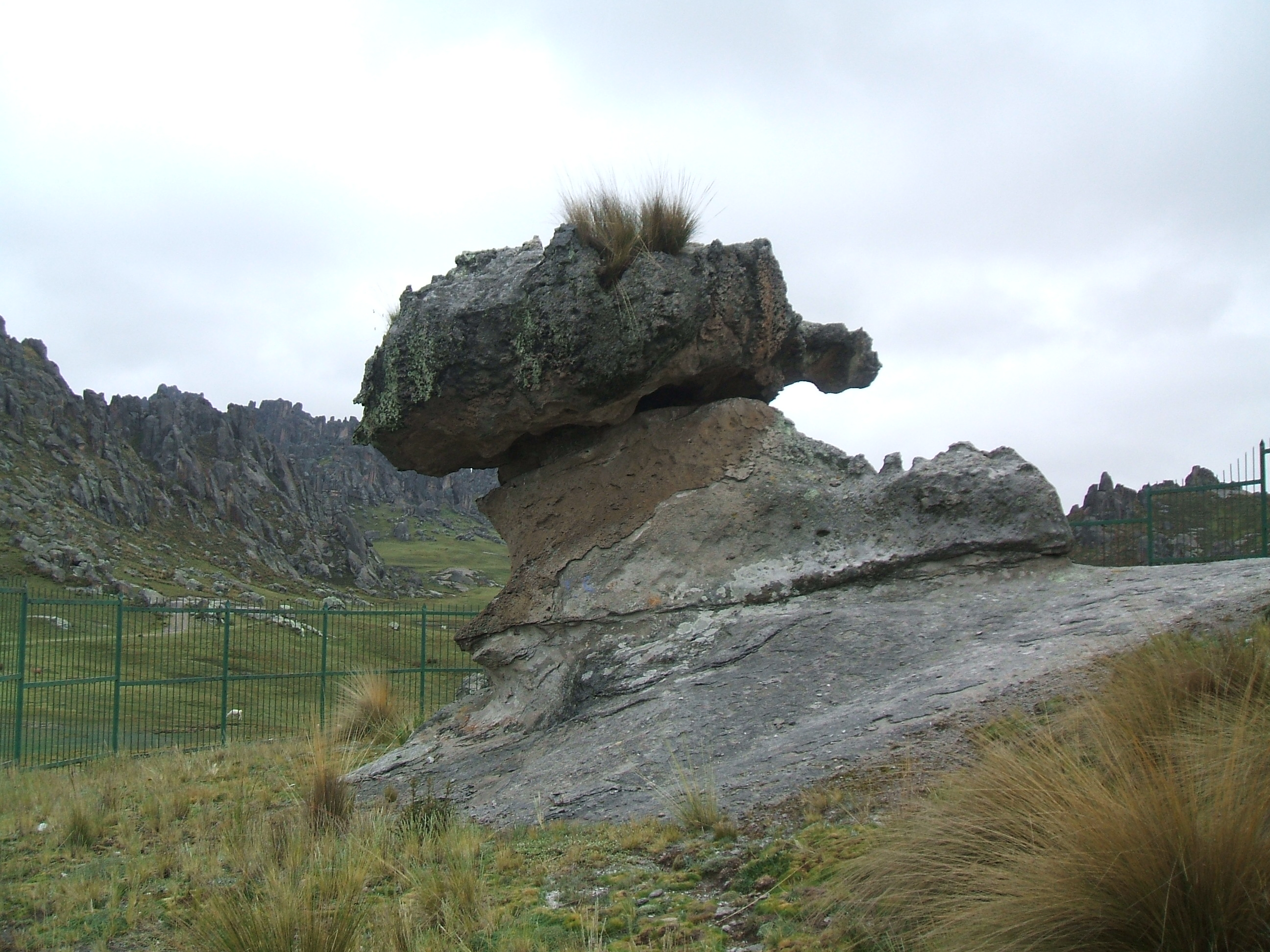
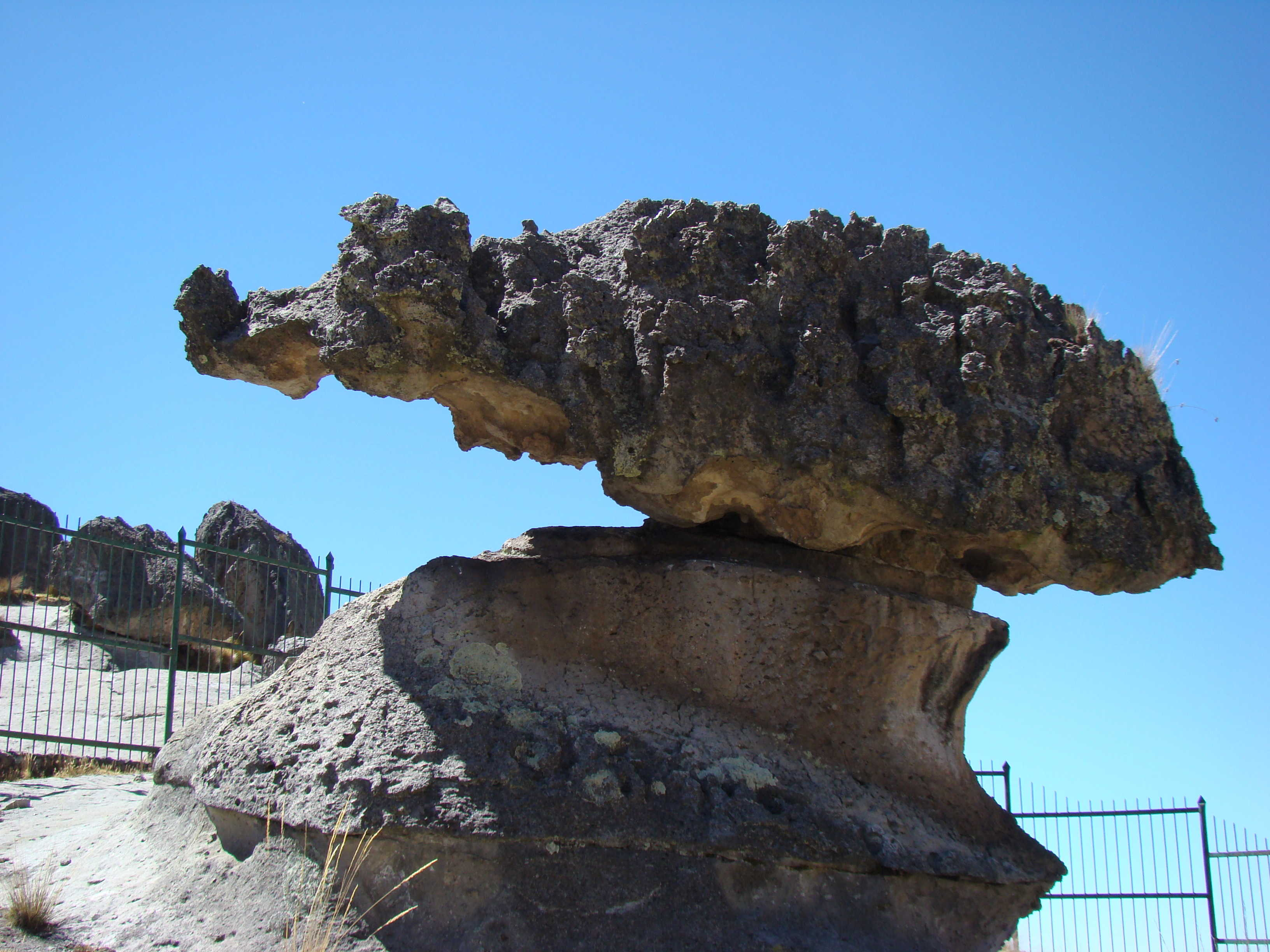
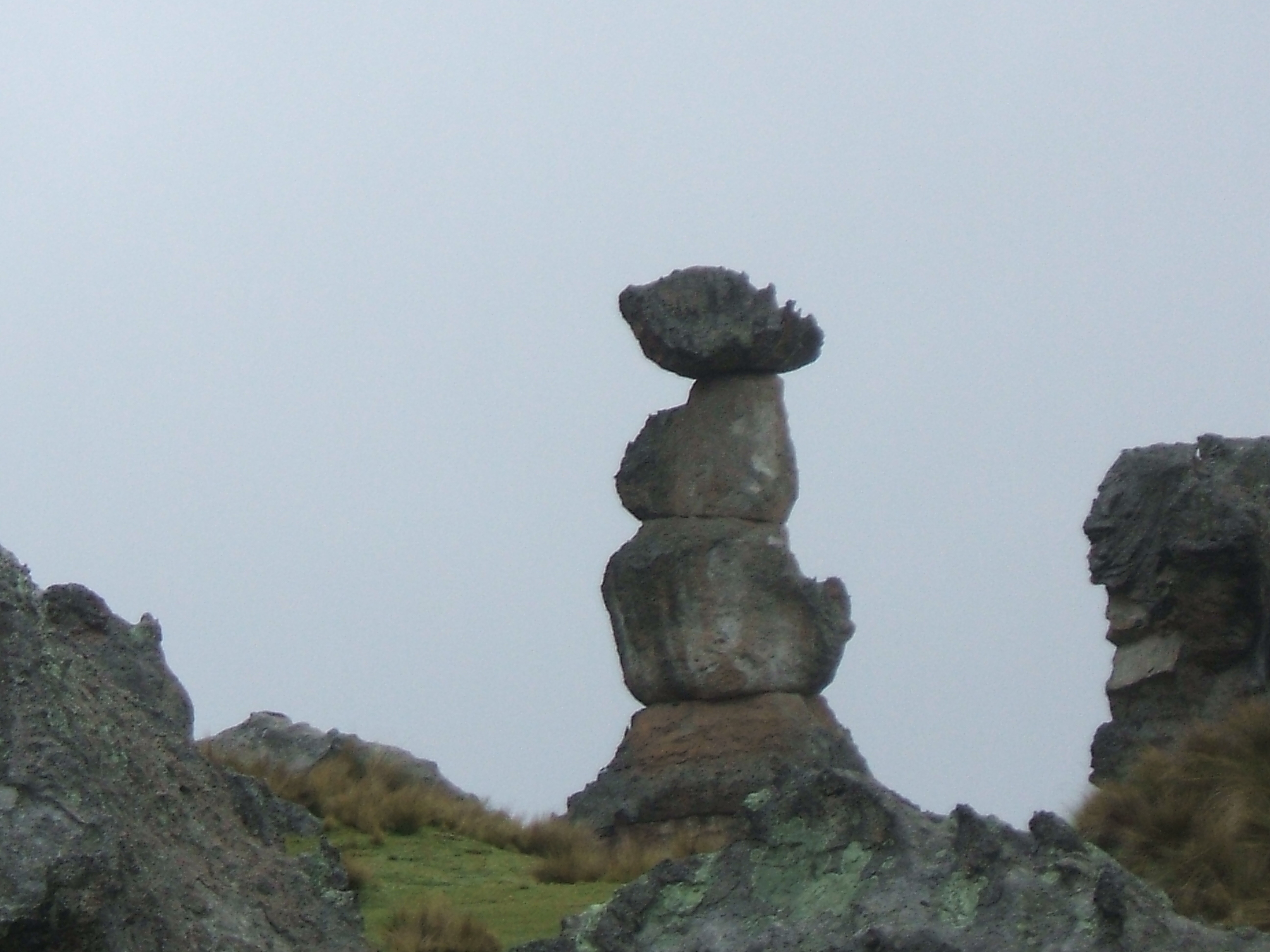

## Flora y fauna

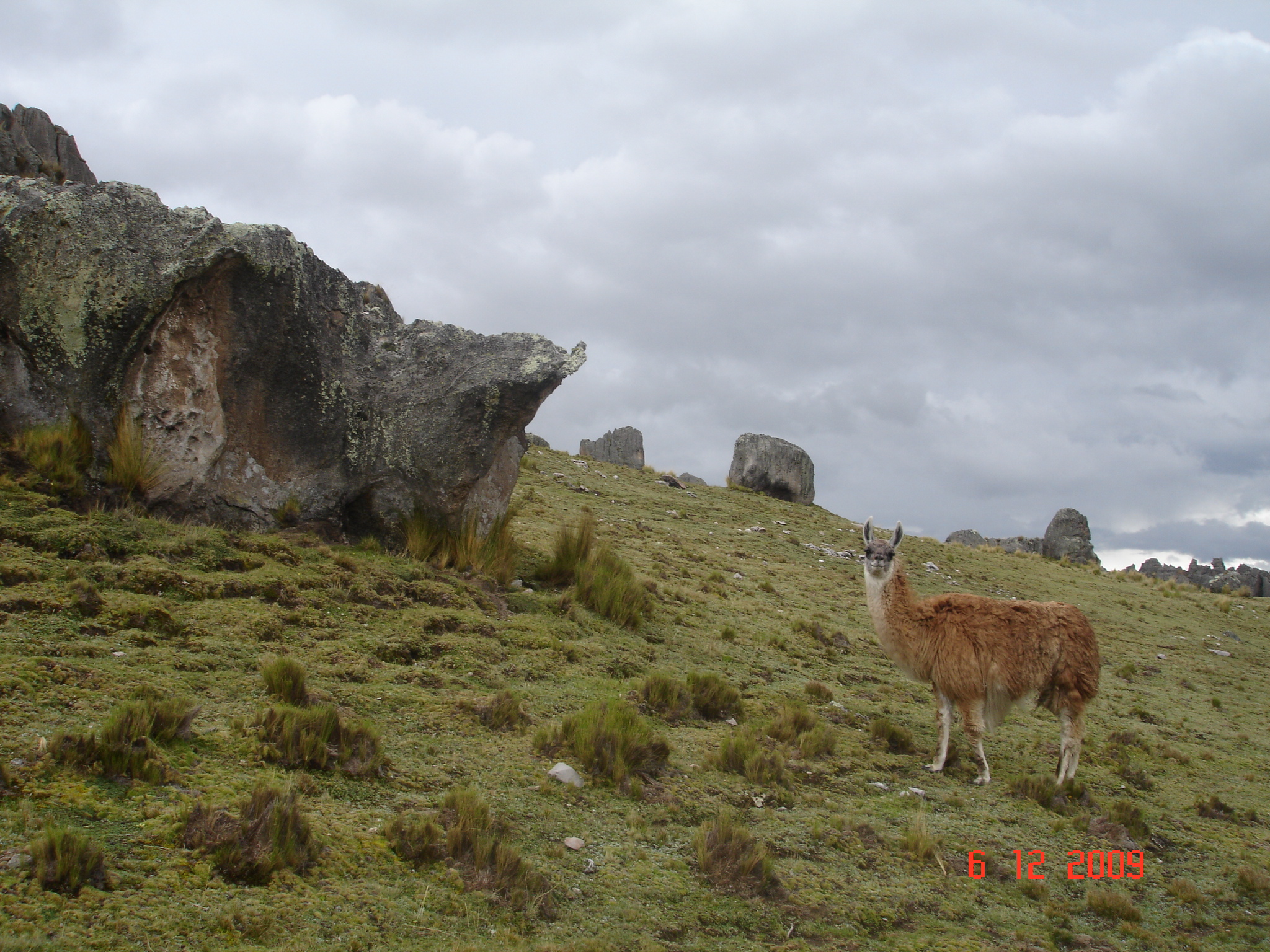

Entre las formaciones rocosas existen parajes de pastos compuestos principalmente por plantas de la familia de las Poáceas y otras como Asteráceas, Brassicaceae, Ciperáceas, etcétera. La única especie arbórea existente dentro de los límite del santuarios el queñual (Polylepis sp.). Entre las especies semileñosas está la huamanpinta (Chuquiraga spinosa), la putaga (RusPe mesicanos) y la mata o pargash (Tafalla Thujoides).
La fauna silvestre está representada por mamíferos como el venado (odocoileus sirginianus), la vicuña (vicugna vicugna), la vizcacha (Lagidium peruanum), el gato montés (Oncifelis colocolo) el zorrillo (Conepatus chinga). Entre las aves se puede citar al gavilán (Buteo sp.) y la perdiz (Nothoprocta ornata, Tinamotis pentlandii).